# Henry Ferrare
Pour les articles homonymes, voir Montigny.
Ne pas confondre avec Henri Ferrare  (d)  (1905-1952), poète, traducteur et critique, pseudonyme de Henri-Auguste Zbingen.
Alice Lafont (1872-1954) née Montigny, connue comme Henry Ferrare en littérature est une autrice dramatique et lyrique, poètesse, librettiste et traductrice française.

## Biographie
Alice Marie Léontine Montigny est la fille de Léon Montigny, journaliste, et de Caroline Rémaury, pianiste et la nièce et filleule d'Ambroise Thomas.
De 1884 à 1890, elle suit sa mère à Vienne, son éducation musicale lui permet d'assister trois fois par semaine aux représentations de l'Opéra de Vienne dans un loge à côté de celle des Vetsera.
Elle épouse le sculpteur Émile Lafont, le 3 juillet 1894.

## Œuvre

### Théâtre et livrets
- 1894 : Maison vendue, comédie en collaboration avec Maxime Grey, jouée par Wanda de Boncza[6].
- 1903 : La Momie, pantomime, musique de scène de  Louis Aubert, théâtre des Mathurins, 7 mars[7]
- 1904 : Chrysothémis, poème adapté de La Momie, musique de Louis Aubert, créé au casino de Vichy, 8 septembre 1923[8],[9].
- 1906 : La Brume, théâtre du Casino Grand-Cercle  à Aix-les-Bains[10].
- 1907 : La Lime, mimodrame, musique d'André Fijan, au Moulin-Rouge le 23 avril[11].
- 1908 : Le Cierge, au théâtre des arts interprétée par Renée du Minil[12],[13].
- 1909 : La Chèvre de M. Seguin, ballet d'après Alphonse Daudet, musique de Benjamin Godard, au casino de Vichy[14],[15].
- 1909 : La Fille du Tourneur d'ivoire, poème en deux actes, d'après Jean Bertheroy, musique de Camille Saint-Saëns, à l'Opéra-Comique, 12 juin[16],[17].
- 1911 : Madame Groslin, en collaboration avec Ernest Gaubert d'après Le Curé de Villages  de Balzac au Nouveau-Théâtre d'Art[18].
- 1912 : La danseuse de Pompéi, opéra-ballet avec Henri Cain, d'après le roman de Jean Bertheroy, musique de Jean Nouguès à l'Opéra-Comique, avec Marguerite Carrée, 20 octobre[19],[20],[21],[22].
- 1920 : Dans l'Ombre de la Cathédrale, avec Maurice Léna, d'après Vicente Blasco Ibáñez, musique de Georges Hüe[23], à l'Opéra-Comique, 9 décembre[24],[25].
- 1927: Dans les Orangers, pièce d'après Vicente Blasco Ibáñez, créée au théâtre de Monte-Carlo, interprétée par Madeleine Roch[26],[27],[28], et reprise le 11 mars 1939 à l'Odéon[29],[30].
- 1933 : Un revenant, sketch parlé et chanté au Cercle littéraire français [31].
- -- : La Maison du péché, drame lyrique, tiré du roman de Marcelle Tinayre, musique d' Alexandre-Georges (non représenté)

### Articles de presse
- « Ambroise Thomas - Souvenirs intimes », Les Annales politiques et littéraires, no 1748,‎ 22 octobre 1911, p. 399 (lire en ligne, consulté le 24 novembre 2020).

- « Massenet et Ambroise Thomas », La Revue de Paris, t. 1,‎ janvier-février 1915, p. 71-78 (lire en ligne, consulté le 25 novembre 2020).

- « Souvenirs abolis (Vienne 1884-1890) », La Revue de Paris,‎ 15 janvier 1917, p. 225.

- « Des lettres inédites de Saint-Saëns », Candide, no 625,‎ 5 mars 1936 (lire en ligne, consulté le 25 novembre 2020).

- « D'Ambroise Thomas à Lindbergh », Le Monde illustré, no 4190,‎ 7 mai 1938 (lire en ligne, consulté le 25 novembre 2020).